# Conflans-sur-Loing
Conflans-sur-Loing ist eine französische Gemeinde im Département Loiret in der Region Centre-Val de Loire. Sie liegt am Zusammenfluss des Loing und der Ouanne, hat eine Fläche von 914 Hektar und zählt 362 Einwohner (Stand 1. Januar 2022). Die Höhenlage beträgt 96 m. Die Bewohner werden Conflonais und Conflonaises genannt.
Der Name Conflans leitet sich ab von dem französischen Wort „confluent“ (Zusammenfluss).
Die Gemeinde erhielt 2022 die Auszeichnung „Eine Blume“, die vom Conseil national des villes et villages fleuris (CNVVF) im Rahmen des jährlichen Wettbewerbs der blumengeschmückten Städte und Dörfer verliehen wird.

## Geschichte
Bis in das 18. Jahrhundert war das Umland von Conflans zu einem Teil im Besitz der Herren von Perthuis, zum anderen im Besitz der Herren von Charmoy.
Im Jahre 1787 kam die Domäne von Perthuis durch Kauf in den Besitz von Baron Michel Triquet de Triqueti (1748–1821), der aus einer piemonteser Familie stammte und dem König von Sardinien als Gesandter am russischen Hof gedient hatte. Er vererbte sie an seinen Sohn, Baron Henri de Triqueti, der unter Bürgerkönig Louis-Philippe als romantischer Maler und Bildhauer Karriere machte und durch die Gestaltung der Türflügel der Madeleinekirche in Paris zu internationalem Ruhm gelangte. Bei dessen Tod trat seine Tochter Blanche († 28. Februar 1886) das Erbe an. Sie war in zweiter Ehe mit dem Amerikaner Edward Lee Childe († 29. November 1911) verheiratet, dem Neffen des Generals Lee, welcher sich im amerikanischen Sezessionskrieg ausgezeichnet hatte. Nachdem Blanche im Jahr 1886 in Paris kinderlos an der Tuberkulose gestorben war, übernahm Edward Lee Childe das Anwesen. Er heiratete 1888 in zweiter Ehe Elisabeth de Sartiges, die das Schloss und die Domäne von Perthuis 1911 von ihm erbte.
Hier verstarb am 26. Oktober 2002 der berühmte französische General Jacques Massu.

### Bevölkerungsentwicklung
| Jahr                       | 1962 | 1968 | 1975 | 1982 | 1990 | 1999 | 2009 | 2018 |
| Einwohner                  | 183  | 196  | 217  | 262  | 286  | 359  | 352  | 360  |
| Quellen: Cassini und INSEE |      |      |      |      |      |      |      |      |

## Sehenswürdigkeiten
- Kirche St. Pierre-ès-Liens (13. Jahrhundert, im 18. Jahrhundert erneuert)
- Schloss Perthuis (18. Jahrhundert)
- Schloss Charmoy, Manoir (17. Jahrhundert), Gebäude (19. Jahrhundert)
- Schloss La Ferté

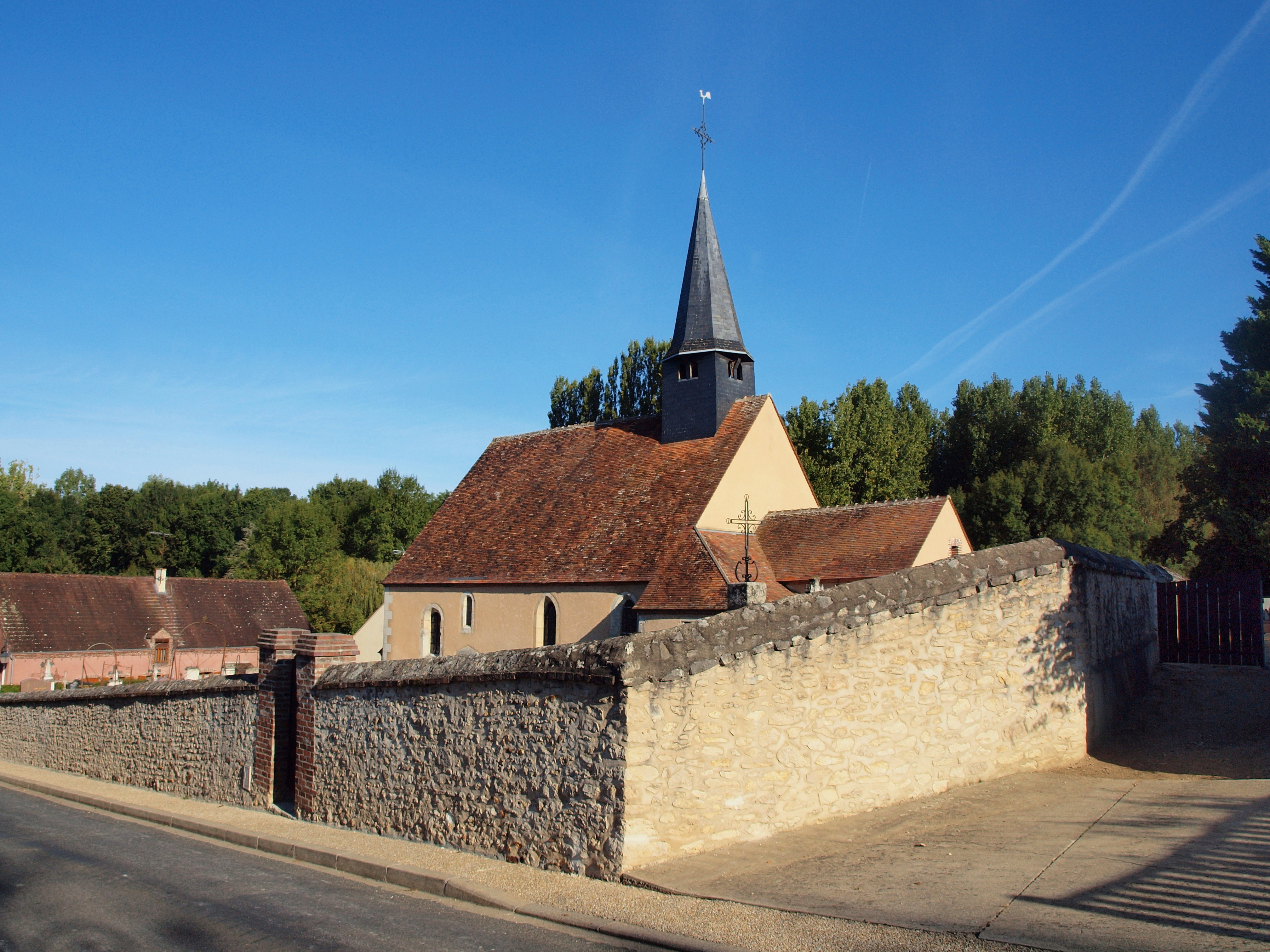
Kirche St. Pierre-ès-Liens
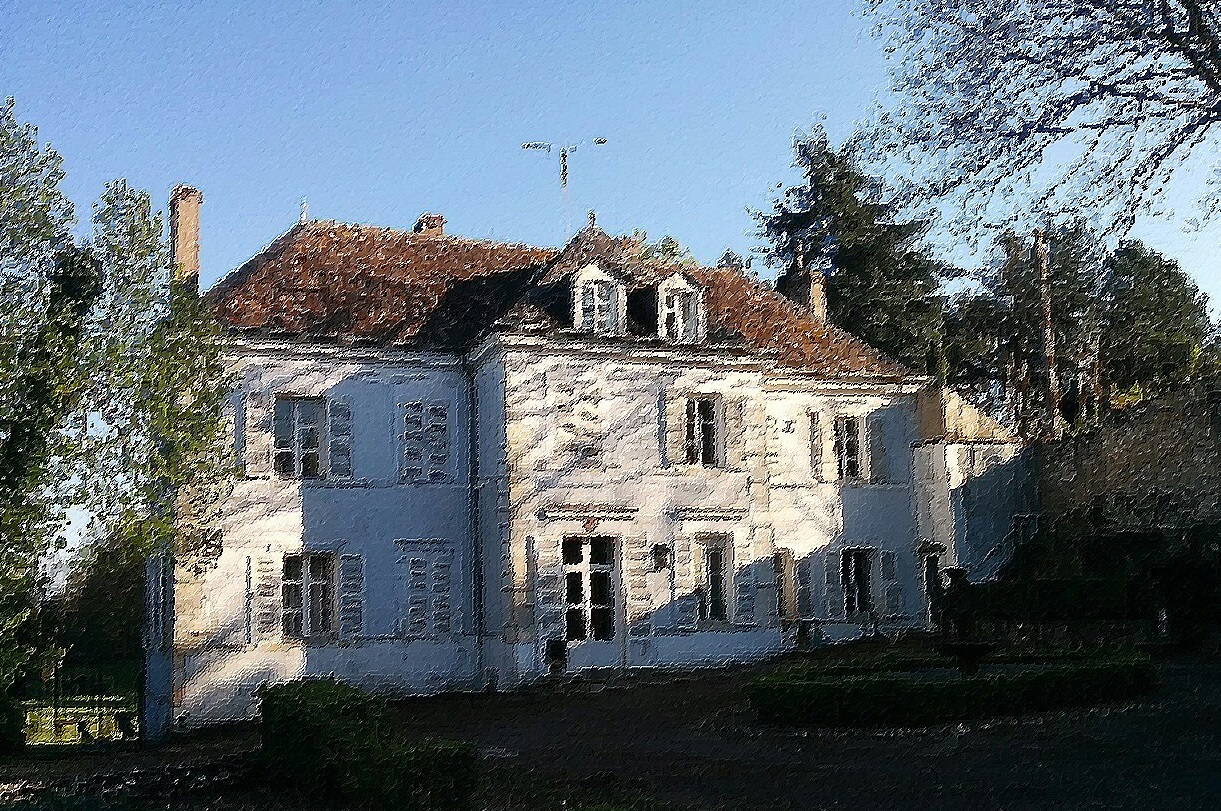
Schloss La Ferté

## Wirtschaft
Erwerbszweige sind die Landwirtschaft und Geflügelzucht.